# Kabardinský kůň

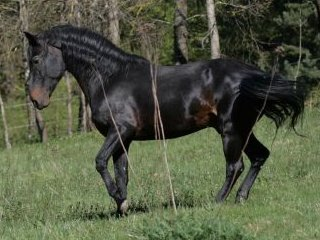
Kabardinský kůň

Kabardinský kůň pochází ze severního Kavkazu. Je to kůň, který snese tvrdou práci v těžkém terénu, sněhu i v prudkých tocích řek. Má velkou schopnost najít cestu v mlhách i tmě, díky jistému a vyrovnanému kroku. Je velmi poslušný, vytrvalý, ale i tvrdý. Je využitelný nejen jako jezdecký kůň, ale i ve všech druzích zápřahu. Někteří koně jsou i přirození mimochodníci. Vyniká vytrvalostí na velké vzdálenosti. Vznikl křížením karabašskými, perskými a turkmenskými koňmi. Kabardinští koně mají chody, které možná nevynikají elegancí plemen barokních,ale jsou pro jezdce velmi pohodlné a zároveň bezpečné i v těžkém terénu. U některých jedinců se vyskytuje i speciální chod, díky kterému bývají kabardinští koně řazeni k tzv. "gaited" plemenům, do stejné skupiny, kde jsou i Islandští koně, Paso Fino anebo foxtrotter. Rychlost tohoto chodu je okolo 10 km/h a je vlastně doplňkem k třem základním chodům (krok, klus, cval).

## Vzácnost
Kabardinské koně můžeme v současnosti řadit k malopočetným plemenům. V posledním díle ruské plemenné knihy je registrovaných
jen okolo 2100 hřebců a klisen z celého světa. Do tohoto počtu jsou zahrnutí i koně z oddílu anglokabardinských koní. Sem se zapisují koně s podílem 25-75% anglické krve (zbylá je kabardinská). Anglokabardinští koně jsou větší a rychlejší, vhodní i na klasické disciplíny jezdeckého sportu. I v Česku a na Slovensku je několik majitelů a chovatelů kabardinských koní. Jejich chov probíhá v souladu s mateřskou plemennou knihou v Rusku, kam jsou zapisovaní i koně z našich území.